# Stoß zweiter Art

Energieschema bei einem Stoß zweiter Art

Ein Stoß zweiter Art bezeichnet in der Physik einen Stoß zweier Atome oder Moleküle, die je zwei Energieniveaus mit ähnlichem Abstand besitzen und wovon sich ein Atom im Grundzustand, das andere im angeregten Zustand befindet. Es besteht dann eine Wahrscheinlichkeit, dass das angeregte Atom beim Stoß in den Grundzustand, das andere in den angeregten Zustand übergeht. Zum ersten Mal beschrieben wurde dieser Effekt von Svein Rosseland und Oskar Klein im Jahr 1920, ursprünglich nur anhand von Stößen zwischen freien Elektronen und Atomen, heute wird der Begriff jedoch allgemeiner auch für Atom- und Molekülstöße verwendet.
{\displaystyle A^{*}+B\ \rightarrow \ A+B^{*}+\Delta E,}
wobei {\displaystyle A} und {\displaystyle B} die Atome im Grundzustand, {\displaystyle A^{*}} und {\displaystyle B^{*}} die Atome im angeregten Zustand, sowie {\displaystyle \Delta E} die Energiedifferenz zwischen den angeregten Niveaus darstellen. {\displaystyle \Delta E} muss dabei kleiner sein als die thermische Energie {\displaystyle kT}, andernfalls wäre ein Stoß zweiter Art nicht möglich und es würde immer ein „normaler“ Stoß (erster Art) passieren.
Dieser Effekt wird zum Beispiel beim Helium-Neon-Laser ausgenutzt, wobei Neon das Lasermedium ist. Das angeregte Helium generiert durch Stöße zweiter Art mit Neon-Atomen eine Besetzungsinversion des Neons, was Grundlage für die stimulierte Emission ist.

## Weiterführendes
- F. Kneubühl, M. Sigrist: Laser. 7. Auflage, Zürich 2008, ISBN 9783835101456
- Webseite über Lasertechnik (Memento vom 12. August 2007 im Internet Archive)